# Chasné-sur-Illet
Chasné-sur-Illet [ʃane syʁ ilɛ] est une commune française située dans le département d'Ille-et-Vilaine en région Bretagne, peuplée de 1 702 habitants.

## Géographie

### Communes limitrophes
|        | Saint-Aubin-d'Aubigné  | Ercé-près-Liffré |
| Mouazé | Chasné-sur-Illet       |                  |
|        | Saint-Sulpice-la-Forêt | Liffré           |

### Hydrographie
Pour un article plus général, voir Réseau hydrographique d'Ille-et-Vilaine.
La commune est située dans le bassin Loire-Bretagne. Elle est drainée par l'Illet, le Burette, le ruisseau de Fresnay, le Vieux Moulin, la Choinette, le ruisseau de Hen herveleu et divers autres petits cours d'eau,.
L'Illet, d'une longueur de 34 km, prend sa source dans la commune de Saint-Aubin-du-Cormier et se jette  dans l'Ille à Betton, après avoir traversé neuf communes. Les caractéristiques hydrologiques de l'Illet sont données par la station hydrologique située dans la commune. Le débit moyen mensuel est de 0,785 m3/s. Le débit moyen journalier maximum est de 19,6 m3/s, atteint lors de la crue du 28 décembre 1999. Le débit instantané maximal est quant à lui de 29 m3/s, atteint le 4 juin 2018.

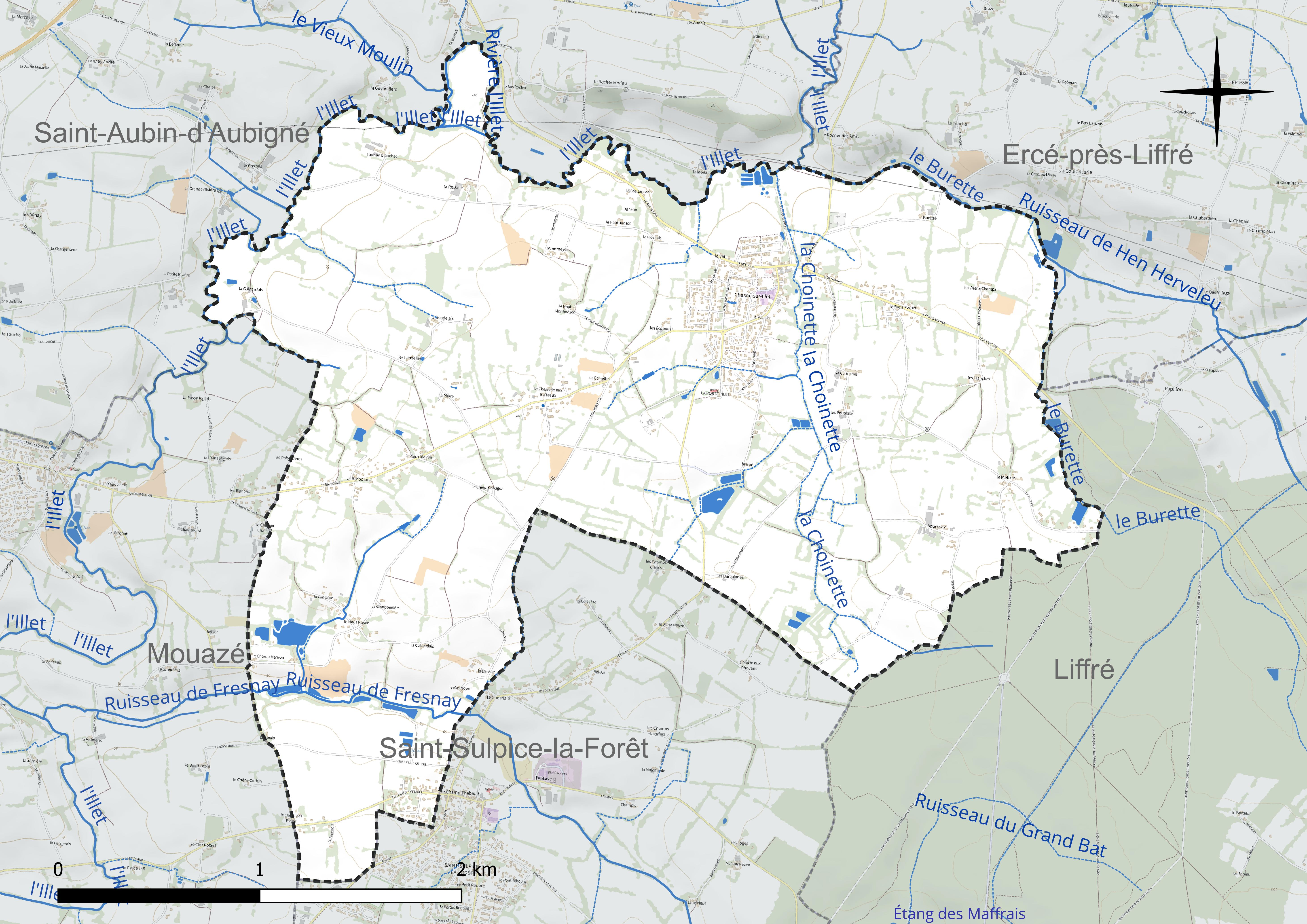
Réseau hydrographique de Chasné-sur-Illet.

### Climat
Pour des articles plus généraux, voir Climat de la Bretagne et Climat d'Ille-et-Vilaine.
En 2010, le climat de la commune est de type climat océanique altéré, selon une étude du CNRS s'appuyant sur une série de données couvrant la période 1971-2000. En 2020, Météo-France publie une typologie des climats de la France métropolitaine dans laquelle la commune est exposée à un climat océanique et est dans la région climatique  Bretagne orientale et méridionale, Pays nantais, Vendée, caractérisée par une faible pluviométrie en été et une bonne insolation. Parallèlement l'observatoire de l'environnement en Bretagne publie en 2020 un zonage climatique de la région Bretagne, s'appuyant sur des données de Météo-France de 2009. La commune est, selon ce zonage, dans la zone « Intérieur Est  », avec des hivers frais, des étés chauds et des pluies modérées.  
Pour la période 1971-2000, la température annuelle moyenne est de 11,4 °C, avec une amplitude thermique annuelle de 12,7 °C. Le cumul annuel moyen de précipitations est de 780 mm, avec 12,9 jours de précipitations en janvier et 7 jours en juillet. Pour la période 1991-2020, la température moyenne annuelle observée sur la station météorologique la plus proche, située sur la commune de Feins à 12 km à vol d'oiseau, est de 11,9 °C et le cumul annuel moyen de précipitations est de 816,2 mm,. Pour l'avenir, les paramètres climatiques de la commune estimés pour 2050 selon différents scénarios d'émission de gaz à effet de serre sont consultables sur un site dédié publié par Météo-France en novembre 2022.

## Urbanisme

### Typologie
Au 1er janvier 2024, Chasné-sur-Illet est catégorisée bourg rural, selon la nouvelle grille communale de densité à sept niveaux définie par l'Insee en 2022.
Elle est située hors unité urbaine. Par ailleurs la commune fait partie de l'aire d'attraction de Rennes, dont elle est une commune de la couronne,. Cette aire, qui regroupe 183 communes, est catégorisée dans les aires de 700 000 habitants ou plus (hors Paris),.

### Occupation des sols
L'occupation des sols de la commune, telle qu'elle ressort de la base de données européenne d'occupation biophysique des sols Corine Land Cover (CLC), est marquée par l'importance des territoires agricoles (93,1 % en 2018), en diminution par rapport à 1990 (95,5 %). La répartition détaillée en 2018 est la suivante : 
zones agricoles hétérogènes (67,9 %), terres arables (18,9 %), prairies (6,4 %), zones urbanisées (5,4 %), forêts (1,5 %). L'évolution de l'occupation des sols de la commune et de ses infrastructures peut être observée sur les différentes représentations cartographiques du territoire : la carte de Cassini (XVIIIe siècle), la carte d'état-major (1820-1866) et les cartes ou photos aériennes de l'IGN pour la période actuelle (1950 à aujourd'hui).

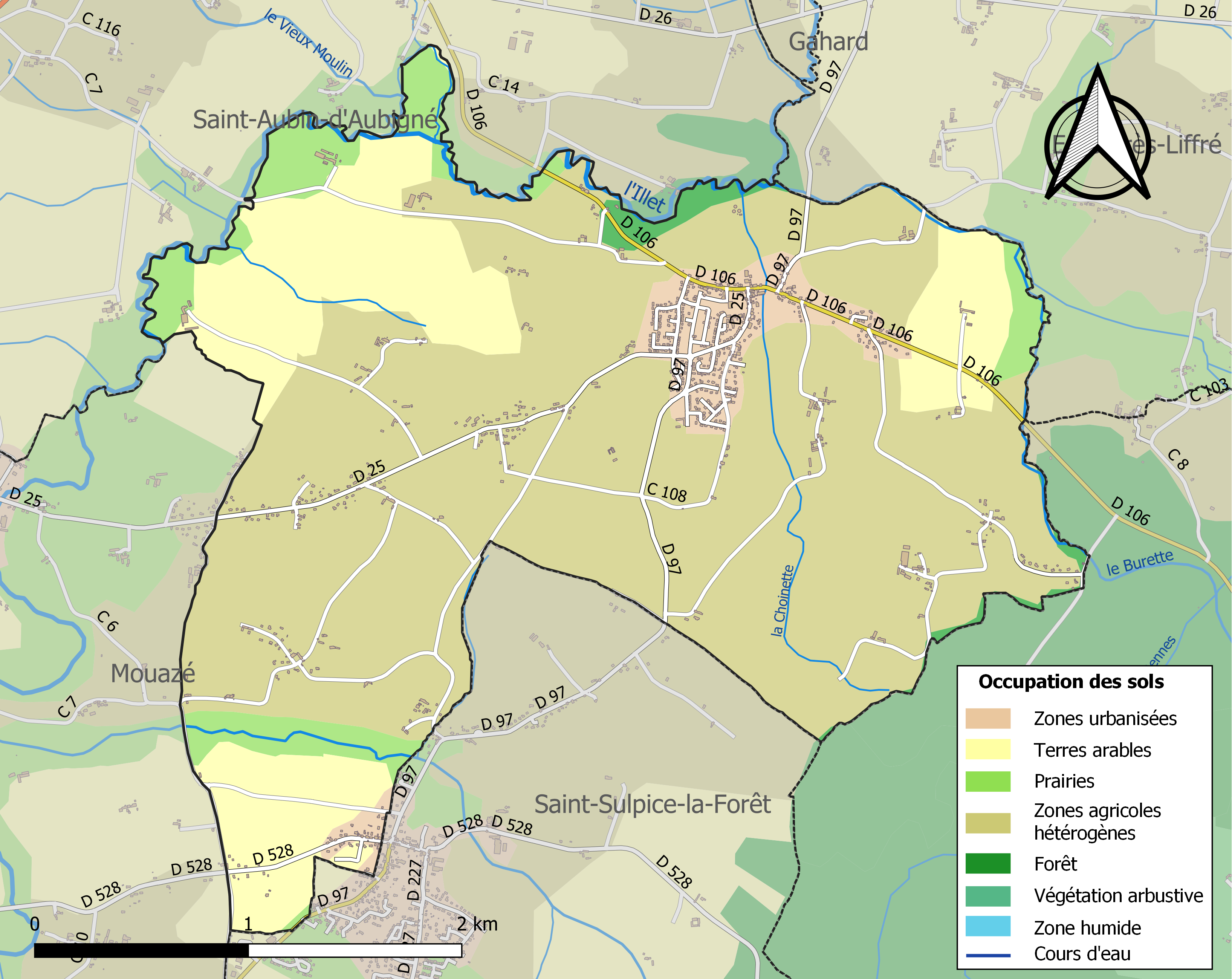
Carte des infrastructures et de l'occupation des sols de la commune en 2018 (CLC).

## Toponymie
Le nom de la localité est attesté sous les formes Catheneia en 1022, Catheniaco en 1055, Chaeneium en 1186.
Le toponyme Chasné se rattache à la famille du châtaignier.
En 1924, le nom de la commune de Chasné a été modifié en Chasné-sur-Illet, l'Illet étant un affluent de l'Ille qui traverse la commune.

## Histoire

### LeXXesiècle

#### La Belle Époque
Une ligne des Tramways d'Ille-et-Vilaine, partant de Mi-Forêt (en Liffré), via Saint-Sulpice-la-Forêt, Chasné, Saint-Aubin-d'Aubigné et Andouillé-Neuville, rejoignant la ligne précédemment cité à Sautoger (au sud de Sens) ouvrit en 1905 et ferma en 1937 ; sa construction suscita quelques polémiques.

## Héraldique
| Blason | Blasonnement : Parti d'azur et d'or ; au lion brochant de l'un en l'autre. |

## Politique et administration
| Période                                  | Période                  | Identité             | Étiquette | Qualité |
| ---------------------------------------- | ------------------------ | -------------------- | --------- | --- |
| Les données manquantes sont à compléter. |                          |                      |           | |
| décembre 1919                            | ??                       | M. Bonnenfant        |           | |
| ca. 1951                                 |                          | Jean-Pierre Lebreton |           | |
| ca. 1960                                 |                          | Pierre Vasnier       |           | |
| ?                                        | 1973 (démission)         | ?                    |           | |
| octobre 1973                             | mars 1989                | René Colleu          |           | Commerçant |
| mars 1989                                | mars 2001                | Colette Roquet       | DVG       | Femme au foyer, ancienne adjointe au maire Vice-présidente de la CC du Pays de Liffré                                   |
| mars 2001                                | mars 2014                | Guy Vasnier          | DVG       | Agriculteur Vice-président de la CC du Pays de Liffré                                                                   |
| mars 2014                                | janvier 2019 (démission) | Dominique Gaudin     | SE        | Aide-soignant |
| janvier 2019                             | En cours                 | Benoît Michot        | SE        | Ingénieur réseaux de télécommunications 11e vice-président de Liffré-Cormier Communauté (2014 → ) Réélu en 2020 et 2025 |

## Démographie
L'évolution du nombre d'habitants est connue à travers les recensements de la population effectués dans la commune depuis 1793. Pour les communes de moins de 10 000 habitants, une enquête de recensement portant sur toute la population est réalisée tous les cinq ans, les populations de référence des années intermédiaires étant quant à elles estimées par interpolation ou extrapolation. Pour la commune, le premier recensement exhaustif entrant dans le cadre du nouveau dispositif a été réalisé en 2005.
En 2022, la commune comptait 1 702 habitants, en évolution de +12,2 % par rapport à 2016 (Ille-et-Vilaine : +5,46 %, France hors Mayotte : +2,11 %).
| 1793 | 1800 | 1806 | 1821 | 1831 | 1836 | 1841 | 1846 | 1851 |
| ---- | ---- | ---- | ---- | ---- | ---- | ---- | ---- | ---- |
| 737  | 613  | 665  | 663  | 600  | 604  | 637  | 650  | 659  |

| 1856 | 1861 | 1866 | 1872 | 1876 | 1881 | 1886 | 1891 | 1896 |
| ---- | ---- | ---- | ---- | ---- | ---- | ---- | ---- | ---- |
| 638  | 674  | 695  | 716  | 715  | 702  | 683  | 692  | 664  |

| 1901 | 1906 | 1911 | 1921 | 1926 | 1931 | 1936 | 1946 | 1954 |
| ---- | ---- | ---- | ---- | ---- | ---- | ---- | ---- | ---- |
| 633  | 644  | 591  | 501  | 530  | 516  | 509  | 472  | 447  |

| 1962 | 1968 | 1975 | 1982 | 1990 | 1999  | 2005  | 2006  | 2010  |
| ---- | ---- | ---- | ---- | ---- | ----- | ----- | ----- | ----- |
| 431  | 415  | 540  | 866  | 882  | 1 139 | 1 371 | 1 372 | 1 466 |

| 2015  | 2020  | 2022  | - | - | - | - | - | - |
| ----- | ----- | ----- | - | - | - | - | - | - |
| 1 515 | 1 628 | 1 702 | - | - | - | - | - | - |

## Culture locale et patrimoine

### Lieux et monuments

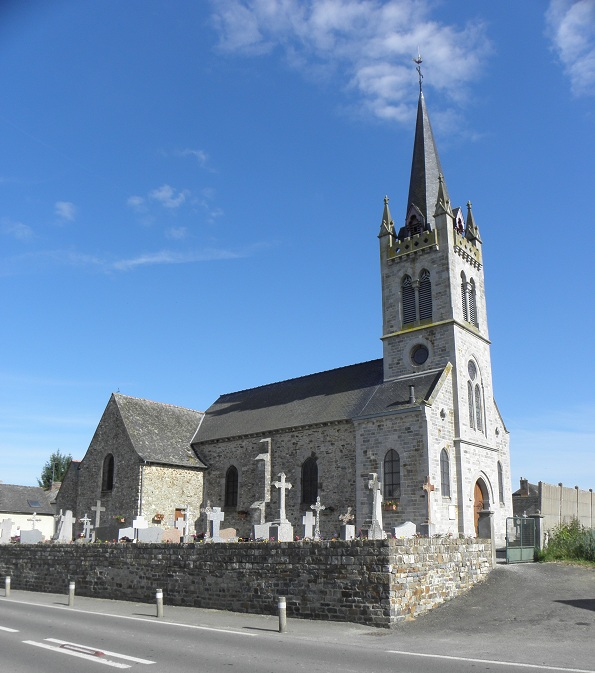
L'église paroissiale Saint-Martin.

- Église Saint-Martin-de-Tours des XIIe, XVIIIe et XIXe siècles[35].